# 上海电影译制厂作品列表 (1960年代)
本列表介绍上海电影译制厂1960年-1969年译制、配音的作品。自1957年上海电影译制厂成立后，至1966年文化大革命爆发期间，该厂译制的作品占据了中国译制片的大多数。但文化大革命期间，上海电影译制厂更名为上海工农兵革命电影译制厂，演职人员被迫解散，直至1970年秋才全面恢复生产。

## 1960年
| 产地上映 | 上译名称 产地剧名 | 产地 | 原语言 | 演职员 | 译制人员 | 备注 |
| -------- | ----------------- | ---- | ------ | ------ | -------- | ---- |

1960年译制作品有：
- 圣彼得的伞
- 继母
- 三宝磨坊
- 影子部队
- 鲨鱼的牙齿
- 婴儿
- 渴
- 达巴契上尉
- 三宝磨坊（宽银幕）
- 新婚之夜
- 同一条江
- 第一课
- 阴谋和爱情
- 在水平线上
- 福玛·高尔捷耶夫
- 最后一步
- 绿色的土地
- 阴谋与爱情（宽银幕）
- 海军上尉巴宁
- 伊里斯顿的儿子
- 科德雷的酋长
- 黎明
- 雅辛托叔叔
- 大墙后面（宽银幕和普通银幕）
- 生活从此开始风暴
- 带翼的人
- 索那大
- 罗密欧朱丽叶和黑暗

## 1961年
1961年译制作品有：
- 查雅布拉纳
- 两头牛的故事
- 哈蒂发
- 生活的道路
- 白夜
- 暴风雨的前夕
- 穷街
- 阿苏卡
- 松川事件
- 珍珠
- 广岛之恋
- 盐的奇迹
- 更高原则
- 真情实况
- 象你这样的人
- 不屈服的人
- 冰海沉船
- 献给检察官的玫瑰花
- 大生意
- 当我们年青的时候
- 山鹰之歌
- 智擒眼镜蛇
- 神童
- 圣地亚哥之行

## 1962年
1962年译制作品有：
- 勇士的传说（宽银幕）
- 压路机和小提琴
- 带阁楼的房子
- 红帆
- 鬼魂西行
- 老区新貌（宽银幕）
- 运虎记
- 红帆（宽银幕）
- 她在黑夜中
- 五天五夜
- 郭林的前程
- 塔曼果（宽银幕）
- 革命的故事
- 锁链
- 阿甫夫妇
- 18号封地
- 仅次于上帝的人
- 妈妈你不要哭
- 阿尔及利亚的姑娘
- 他们也在战斗
- 勇敢的胡安娜
- 决裂
- 童友
- 偷东西的喜鹊
- 记忆中的街道
- 圣诞节的前夕
- 一年中的九天
- 姑娘们

## 1963年
1963年译制作品有：
- 我的孩子
- 小青鸟
- 皇帝的恩惠
- 刺猬和友谊
- 青年起义者
- 中锋在黎明前死去
- 末日的罪行
- 罪恶之家
- 蓝色港湾的舰长们
- 红色宣传员
- 黑帆
- 圣母的珍珠
- 瞎子领路人
- 特殊任务
- 抗暴记
- 在法国的壁炉旁

## 1964年
1964年译制作品有：
- 搜寻长统靴
- 厚四姐
- 通向舞台的道路
- 蚀
- 合金
- 卡洛扬
- 深夜的脚步
- 偷袭
- 我们的土地
- 断桥（宽银幕）
- 魔盒

## 1965年
1965年译制作品有：
- 沾满泥土的手
- 在17度线上
- 土地保卫者
- 最初的年代

## 66-70无作品
1966年-1970年无作品